# Буго-Деснянський заказник
Бу́го-Десня́нський зака́зник — загальнозоологічний заказник загальнодержавного значення в Україні. Розташований у межах Вінницького району Вінницької області, на північний схід від смт Стрижавки, що на північ від міста Вінниці.
Площа 1073 га (у тому числі під лісом — 446 га, водних угідь — 40 га). Створений у 1974 році. Перебуває у віданні Вінницького держлісгоспу.
Заказник розташований при впадінні річки Десни в Південний Буг. Охороняється лісостеповий ландшафт з водно-болотним комплексом, що є місцем поширення цінної фауни. Тут водяться: бобер, видра, черепаха болотяна, є велика колонія чаплі сірої (понад 100 гнізд). Насадження дуба звичайного.

## Детальний опис
За фізико-географічним районуванням України ця територія належить до Хмільницького району області Подільського Побужжя Дністоровсько-Дніпровської лісостепової провінції Лісостепової зони. Для території, на якій розташовано  заказник, характерними є лісові і лучні остепнені ландшафти річкових заплав, а також терасові піщані рівнини з дерново-підзолистими ґрунтами і грабовими суборами. З геоморфологічної точки зору описувана територія являє собою заплавні та перші і другі над  давні тераси алювіальної акумулятивної рівнини. Клімат території є помірно континентальним. Для нього характерне тривале, нежарке літо, і порівняно недовга, м'яка зима. Середня  температура  січня  становить -6,5... -6°С, липня +18,5°...+ 19°С. Річна кількість опадів складає 525-550 мм.
За геоботанічним районуванням України ця територія належить до Європейської широколистяної області, Подільсько-Бесарабської провінції, Вінницькою (Центральноподільського) округу.
Територія заказника розташована на другій (боровій) терасі річки Південний Буг та його лівої  притоки Десни. На його території охороняються дубові ліси, найрозповсюдженішою асоціацією в яких є ліщиново-щитникові (із щитником чоловічим), а також дубові ліси орлякові, які виникли на місці зведених дубово-соснових лісів. Значно менші площі займають дубові ліси ліщиново-гірськоосокові та конвалієві, характерні для слабодренованих ділянок других терас. У складі перелічених асоціацій зростають бореальні види, які поширені тут на південній межі ареалу: плаун булавоподібний, грушанка  круглолиста, дзвоники круглолисті, одинарник європейський тощо.

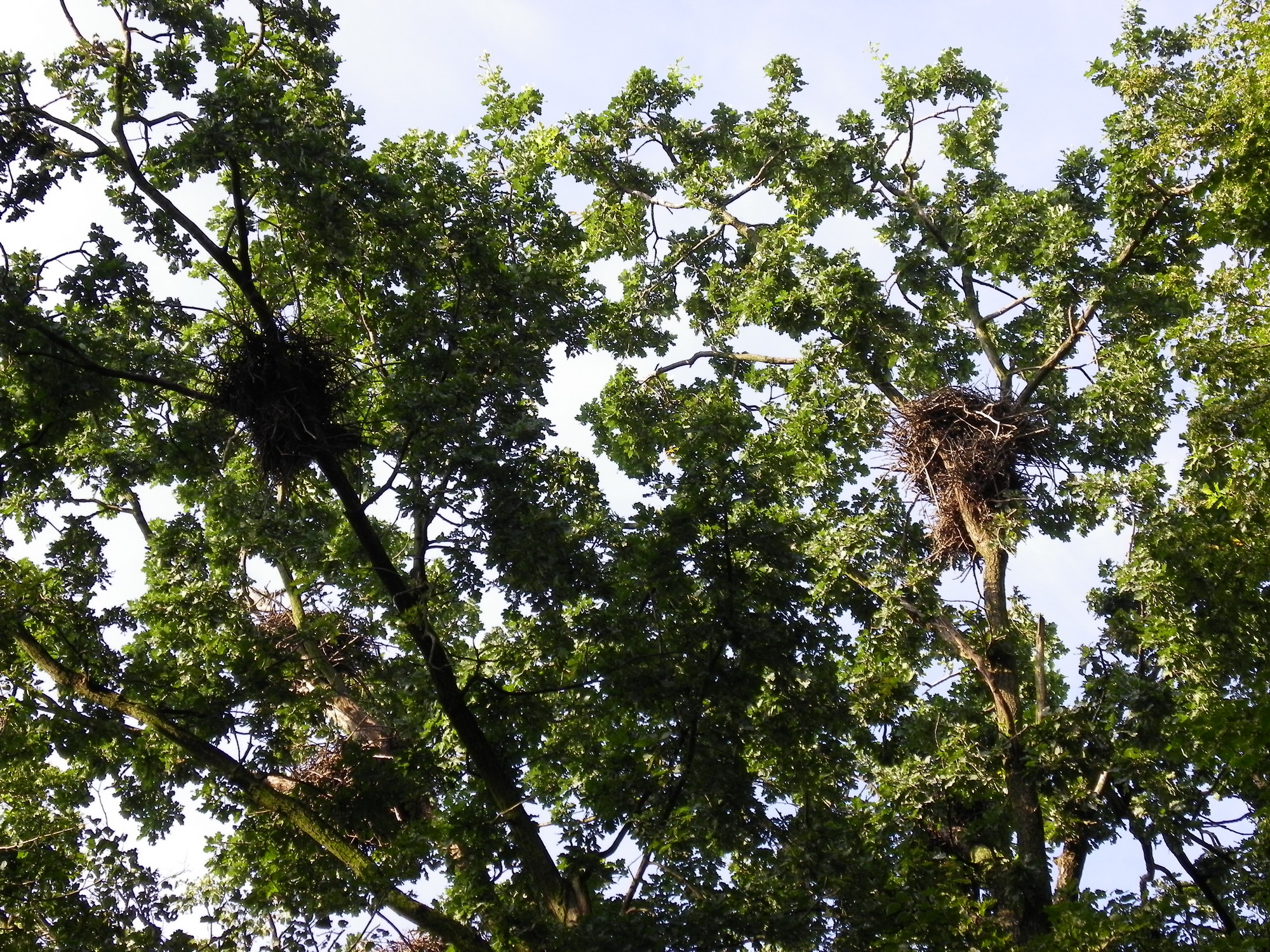
Колонія чапель в заказнику «Буго-Деснянський»

В річкових заплавах в заказнику розповсюджені трав'яні болота формацій рогозу вузьколистого та широколистого, осоки омської та лепешняку великого. У безстічних котловинах формуються рідкісні для Подолії кореневищно-осоково-гіпново-сфагнові болота, що розташовані тут на південній межі ареалу. В їхній склад входять болотні бореальні види, такі як осока попеляста, пухівка вузьколиста, вовче тіло болотне тощо.
Є також в заказнику невеликі за площею ділянки соснових лісів, переважає в травостані тут орляк заичайний.
В найбільш понижених прируслових ділянках зростають вільхові ліси кропиволисті, гравілатові, линові, осокові, очеретові, перші за площею переважають.

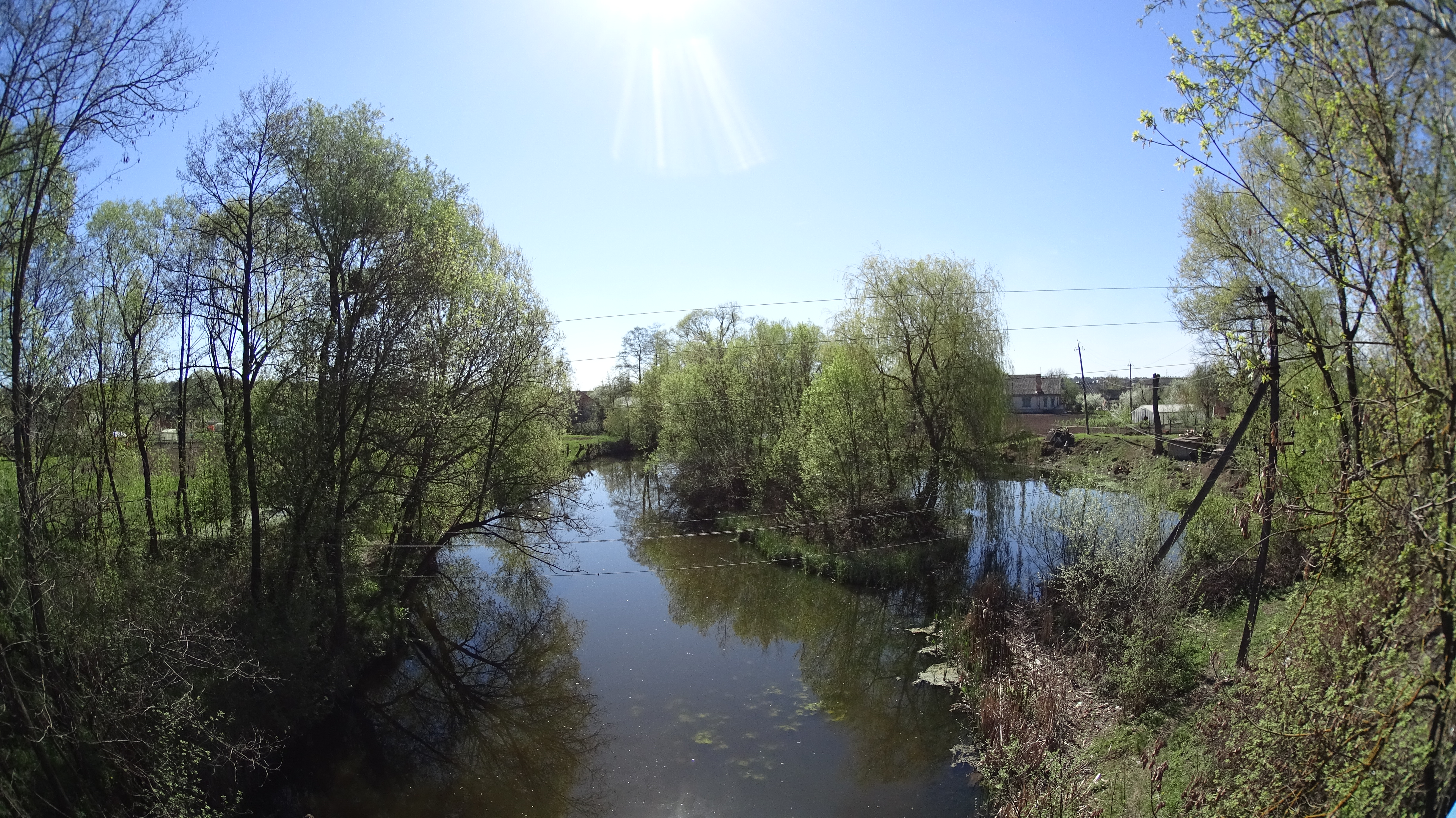
Вид на заказник з мосту в Стрижавці

Заказник відзначається значним флористичним багатством. З видів, що зростають на його території в «Червону книгу України» внесені осока затінкова, зозулинець салеповий, пальчатокорінник бузиновий, билинець довгорогий (комарниковий), любка дволиста і зеленоквіткова, зозулині сльози яйцеподібні, лілія лісова, гніздівка звичайна, коручка чемерникоподібна. Крім того, на даній території зростають рідкісні реліктові види — аденофора лілієлиста, клопочіп європейський, а також малорозповсюджені на Поділлі види — півники сибірські, осока Буксбаума, осока Гартмана, осока проміжна й осока дерниста, гладіолус черепичастий, купальниця європейська, рутвиця водозборолиста, ломиніс цілолистий тощо.
Охороняються в заказнику популяції цінних лікарських видів, таких як перстач прямостоячий, буквиця лікарська, звіробій звичайний, материнка звичайна, аїр болотний, валеріана висока, гадючник шестипелюстковий, наперстянка великоквіткова, жостір проносний, є також одна з найбільших в області популяцій первоцвіта весняного.

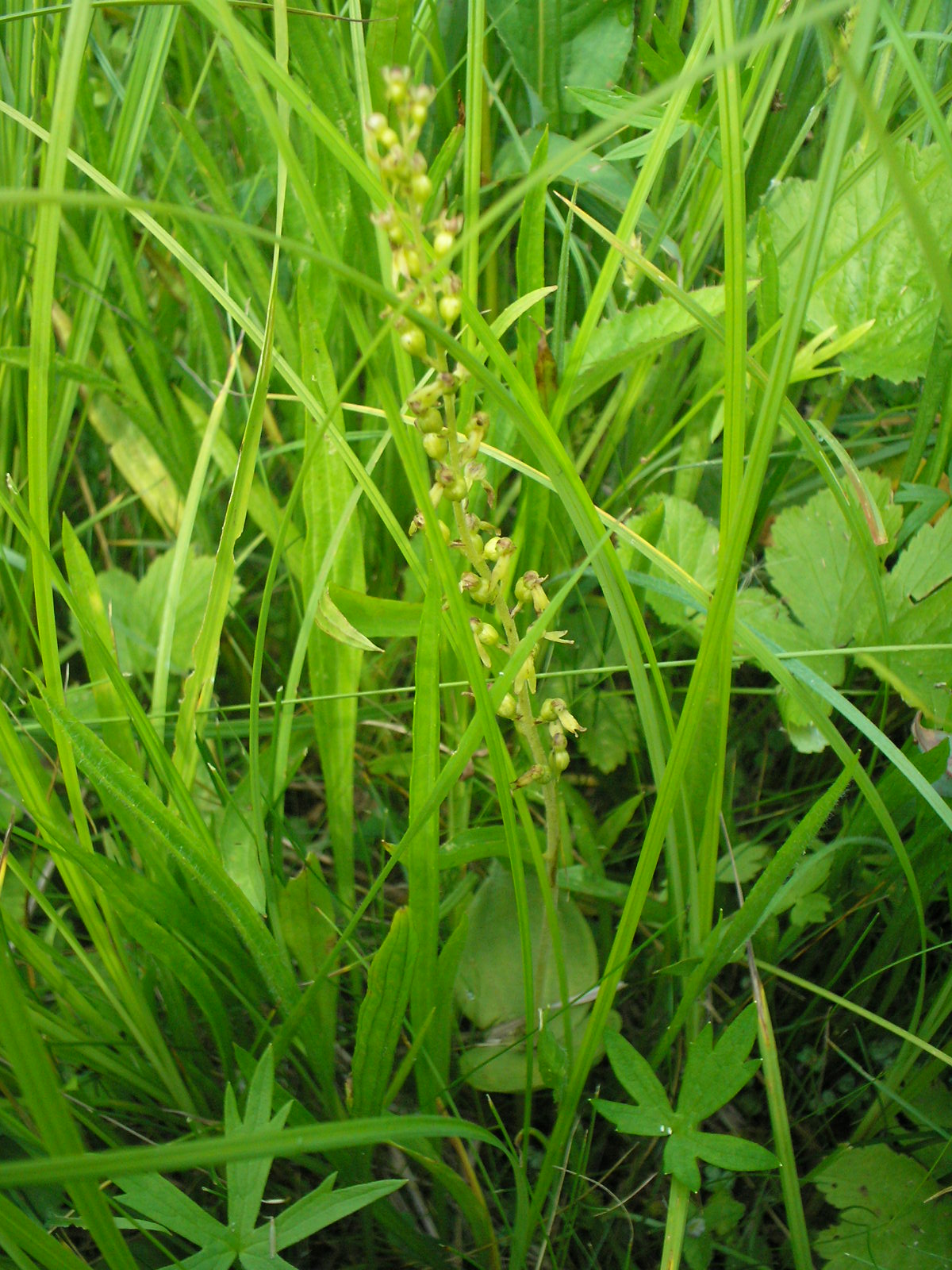
Зозулині сльози яйцеподібні

В заказнику охороняється колонія сірої чаплі та поселення бобрів, є також значна кількість черепахи болотної.
Загалом, заказник репрезентативно відбиває рослинний світ других терас Поділля і відзначається значним ценотичним та флористичним різноманіттям.
В наш час біогеоценози заказника підпадають під інтенсивний антропогенний вплив, особливо рекреаційний, у зв'язку з чим необхідно посилити його охоронний режим. На частині його території вже помітні негативі зміни внаслідок впливу рекреації (пов'язані із збільшенням заростей кропиви в дубових лісах) та господарської діяльності, що завдає особливої шкоди фауністичній складовій заказника.